# Bentley Azure

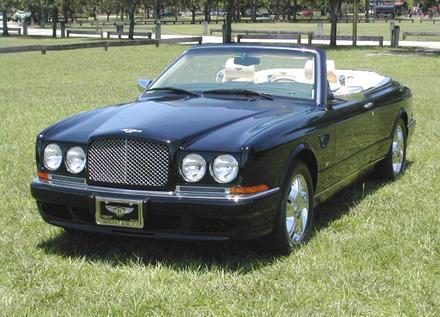
Bentley Azure (eerste generatie)

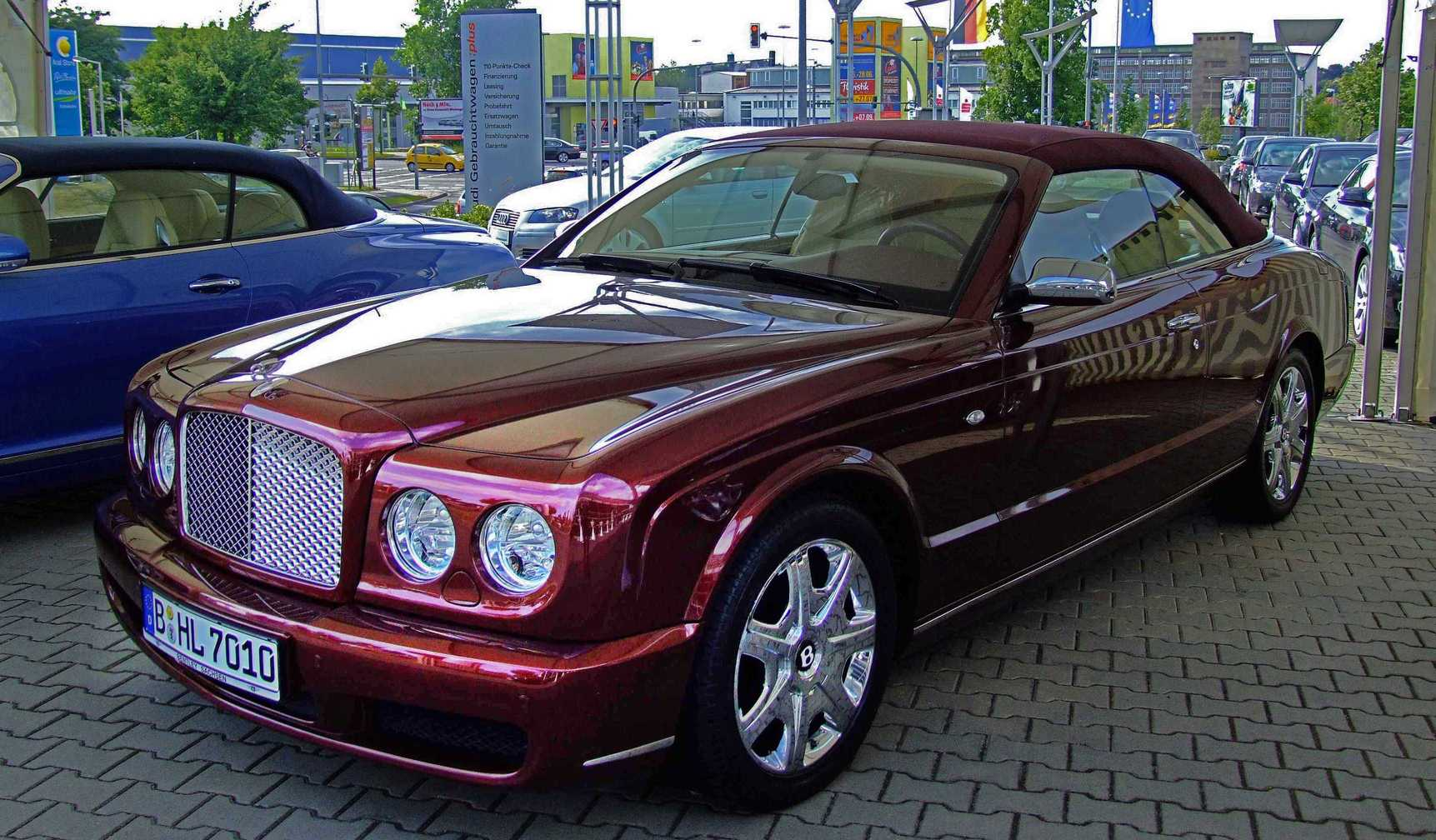
Bentley Azure (tweede generatie)

De Bentley Azure is een luxecabriolet van het Britse prestige-automerk en Volkswagen-dochter Bentley. Er zijn van de Azure twee generaties verschenen, in 1995 en 2006.

## Eerste generatie (1995)
De eerste generatie is op de Continental R gebaseerd, een model dat door de Brit Ken Greenley ontworpen werd. De man heeft onder meer ook een andere peperdure Britse wagen, namelijk de Aston Martin Virage, ontworpen, al moest voor die laatste wagen wel geput worden uit het onderdelenbestand van andere merken, onder meer Citroën, Volkswagen en Audi.
Het Italiaanse designbureau Pininfarina stond in voor de cabrioconversie, die esthetisch bijzonder geslaagd is, maar wel enkele nadelen heeft, zoals een voorruit waarvan de stijl voor grotere bestuurders het zicht beperkt en een plastic achterruit, omdat anders de kap niet perfect plat zou zijn in neergeklapte toestand.
De wagen werd nog aangedreven door de klassieke 6.75 liter V8-motor, die door velen als de "echte" Bentleymotor beschouwd wordt, maar die in oorsprong Amerikaans is.
Na de overname van Bentley door Volkswagen AG in 1998 bleef de Azure nog in productie tot 2003.

## Tweede generatie (2006)
De tweede generatie maakt gebruik van het platform van de Bentley Arnage en wordt aangedreven door de motor van de Arnage R, een aanzienlijk herwerkte versie van de 6.75 liter V8-motor waarbij de turbo vervangen werd door een moderner twin-turbosysteem. Het platform en de carrosserie bevatten tal van extra verstevigingen om het verlies aan carrosseriestijfheid dat typisch is voor een cabriolet te compenseren.
De Azure-serie werd in 2008 aangevuld met de Azure T, een variant met verhoogde prestaties en koppel.
In 2009 werd de productie van de Azure stopgezet, de auto kreeg geen directe opvolger.